# Розен, Андрей Евгеньевич (учёный)
Андрей Евгеньевич Розен (28 мая 1960, Пенза, РСФСР, СССР) — российский ученый в области материаловедения и ударно-волновой обработки материалов. Доктор технических наук, профессор. Почётный работник высшего профессионального образования Российской Федерации (2007).
Заведующий кафедрой «Сварочное литейное производство и материаловедение» Пензенского государственного университета (с 2004).
Руководитель научно-педагогической школы «Материаловедение и композиционные материалы» ПГУ (с 2010).

## Биография
Родился 28 мая 1960 года в г. Пензе.
В 1982 г. с окончил Пензенский политехнический институти получил специальность инженера-механика.
Трудовую деятельность начал с должности мастера участка серого и ковкого чугуна литейного цеха ПО «Завод им. М. В. Фрунзе».
В ППИ работает с 1983 года.
С 2004 года является заведующим кафедрой «Сварочное литейное производство и материаловедение».

## Научная деятельность
В 1987 году защитил диссертацию на соискание ученой степени кандидата технических наук. Тема диссертации: «Разработка и внедрение технологии взрывного прессования пьезокерамики системы титана и висмута для получения элементов с повышенными физико-механическими и эксплуатационными характеристиками».
В 1999 году защитил диссертацию на соискание ученой степени доктора технических наук. Тема диссертации: «Разработка научных основ технологических процессов взрывного прессования, формирования структуры и свойств сегнетокерамических материалов».
В 2002 году присвоено учёное звание профессора.
А. Е. Розен был в составе инициативной группы по созданию и непосредственным участником открытия в 1999 году в вузе специальности 15.03.01 «Оборудование и технология сварочного производства». Выступил инициатором вхождения кафедры университета в национальное Агентство Контроля и Сварки, осуществляя совместно с Ростехнадзором РФ деятельность по обучению, предаттестационной подготовке и аттестации специалистов сварочного производства I, II и III уровней.
С 2004 года на кафедре открыта постоянно действующая выставка современного сварочного оборудования. На протяжении последних трёх лет по основным аккредитационным показателям Министерства образования и науки РФ в рейтинге 54 кафедр, ведущих подготовку по специальности 150202, СПМ постоянно входит в десятку лучших.
В 2002 году А. Е. Розен был инициатором создания в университете факультета инновационных технологий обучения, основной принцип работы которого основан на договорах с промышленными предприятиями по подготовке специалистов соответствующего профиля. До перехода на другую работу он возглавлял данный факультет в должности декана.
А. Е. Розен успешно совмещает широкую научно-педагогическую деятельность с научно-исследовательской работой в области взрывного прессования, сварки взрывом, микродуговых и газодинамических методов обработки поверхностей.
Результаты научной деятельности Розен А. Е. получили широкое мировое признание. За достигнутые успехи в области науки и техники в 2007 году Шведским Международным центром биография А. Е. Розена была включена в биографическую энциклопедию успешных людей России «Who is who в России». В 2010 году его разработка по коррозионностойким материалам была удостоена диплома и золотой медали «Golden Galaxy» Американского научного общества. С 2003 по 2010 годы научные разработки неоднократно награждались золотыми и серебряными медалями на Салонах инноваций и инвестиций Всероссийского выставочного центра (г. Москва), медалями и дипломами Нижегородских выставок Всероссийского промышленного форума «Россия единая». Он возглавляет научную группу, которая в 2012 году стала официальным резидентом «Сколково» (г. Москва).
Под научным руководством А. Е. Розена были подготовлены и успешно защитили диссертации на соискание учёной степени кандидатов технических наук 4 аспиранта. В настоящее время он руководит работой 3-х аспирантов. Научные разработки возглавляемого им коллектива были награждены 2 золотыми, 3 серебряными и 2 бронзовыми медалями Всероссийского выставочного центра (г. Москва); отмечены дипломами выставок Всероссийского промышленного форума «Россия единая» (г. Н.-Новгород); дипломом I-ой международной научно-технической выставки в г. Астана (Казахстан).
А. Е. Розен является членом диссертационного Совета (Д 212.186.03) при Пензенском государственном университете, членом экспертной коллегии Приволжского федерального округа по направлению «Материаловедение», академиком Академии информатизации образования, членом отделения научного Совета по горению и взрыву Уральско-Волжского отделения РАН. В 2004 году на базе кафедры была организована и успешно проведена выездная Сессия отделения РАН, по итогам которой было принято решение об организации Пензенского инновационного центра института структурной макрокинетики и проблем материаловедения РАН (ПИЦ ИСМАН). Возглавить данный центр было поручено А. Е. Розену. В настоящее время он по совместительству является директором ПИЦ ИСМАН.

## Публикации
Автор более 260 научных трудов: 4 монографий, 6 учебных пособий, 17 статей в высокорейтинговых журналах (Scopus и Web of Science); имеет 26 авторский свидетельств и патентов на изобретения.
Некоторые труды:
- Розен А. Е., Прыщак А. В., Логинов О. Н., Хорин А. В., Гуськов М. С., Розен А. А., Исаков Е. Г., Корольков А. О., Макарова Е. А. Производство сваркой взрывом бесшовных труб из слоистых металлических материалов повышенной коррозионной стойкости // Известия Волгоградского государственного технического университета. 2020. № 11 (246). С. 31-36.
- Розен А. Е., Грачев В. А., Зверовщиков А. Е., Воробьев Е. В., Колмаков К. М. Аппаратурно-технологическое решение установки сверхкритического водного окисления // Сборник материалов IV международной конференции «Актуальные научные и научно-технические проблемы обеспечения химической безопасности». Москва, 2018. С. 135—136.
- Грачев В. А., Розен А. Е., Козлов Г. В., Розен А. А. Способ защиты металлов и сплавов от питтинговой коррозии многослойными металлическими покрытиями // Коррозия: материалы, защита. 2017. № 2. С. 12-17.
- Грачев В. А., Розен А. Е., Пак Ч. Г., Батрашов В. М. Разработка высокотемпературного теплоизоляционного композиционного материала с применением свс-технологии // Литейщик России. 2016. № 11. С. 12-20.
- Атрощенко Э. С., Розен А. Е., Голованова Н. В. Разработка научных основ формирования структуры и свойств композиционных материалов с улучшенными свойствами, полученных взрывным прессованием // Материаловедение № 4, 1998. — С. 6-9.
- Розен А. Е., Усатый С. Г., Логинов О. Н. Специализированный программный модуль автоматизированного проектирования технологии ударно-волновой обработки порошковых материалов // Информационные технологии в проектировании и производстве. 2000. № 4. С.70-74.
- Розен А. Е., Казанцев И. А., Симцов В. В. Технология получения покрытий различного функционального назначения микродуговым оксидированием // Практика противокоррозионной защиты, № 3 (13), 1999.
- Атрощенко Э. С., Розен А. Е., Голованова Н. В., Казанцев И. А. Свойства материалов на основе алюминия, обработанных микродуговым оксидированием // Известия высших учебных заведений (Цветная металлургия). 1997. № 3. С. 10-14.
- Атрощенко Э. С., Розен А. Е., Казанцев И. А. Технология и свойства композиционных материалов на основе алюминия и титана, полученных методом микродугового оксидирования // Известия высших учебных заведений. Чёрная металлургия. 1999. № 10. С.18-21.

## Награды
- Почётный работник высшего профессионального образования Российской Федерации (2007).